# 218914 Tangauchin
218914 Tangauchin è un asteroide della fascia principale. Scoperto nel 2007, presenta un'orbita caratterizzata da un semiasse maggiore pari a 2,6270125 au e da un'eccentricità di 0,0920235, inclinata di 12,44703° rispetto all'eclittica.